# São Francisco de Assis (kommun)
São Francisco de Assis är en kommun i Brasilien.   Den ligger i delstaten Rio Grande do Sul, i den södra delen av landet, 1 700 km sydväst om huvudstaden Brasília. Antalet invånare är 19 258.
Följande samhällen finns i São Francisco de Assis:
- São Francisco de Assis

Trakten runt São Francisco de Assis består i huvudsak av gräsmarker. Runt São Francisco de Assis är det glesbefolkat, med 11 invånare per kvadratkilometer.